# Вайгенхайм
Вайгенхайм (нем. Weigenheim) — община в Германии, в земле Бавария.
Подчиняется административному округу Средняя Франкония. Входит в состав района Нойштадт-ан-дер-Айш-Бад-Виндсхайм. Подчиняется управлению Уффенхайм. Население составляет 1030 человек (на 31 декабря 2010 года). Занимает площадь 32,66 км².
Община подразделяется на 7 административных единиц.

## Население
По оценке на 31 декабря 2015 года население общины Вайгенхайм составляет 979 чел. 

| Дата      | 1840 | 1871 | 1900 | 1925 | 1939 | 1950 | 1961 | 1970 | 1987 | 2011 |
| --------- | ---- | ---- | ---- | ---- | ---- | ---- | ---- | ---- | ---- | ---- |
| Население | 1313 | 1314 | 1227 | 1187 | 1042 | 1502 | 1105 | 999  | 972  | 1018 |

| Год       | 1960 | 1970 | 1980 | 1990 | 2000 | 2009 | 2010 | 2011 | 2012 | 2013 | 2014 | 2015 |
| --------- | ---- | ---- | ---- | ---- | ---- | ---- | ---- | ---- | ---- | ---- | ---- | ---- |
| Население | 1104 | 976  | 934  | 944  | 984  | 1025 | 1030 | 997  | 1011 | 1013 | 1000 | 979  |